# Fitjar
Fitjar est une kommune de Norvège. Elle est située dans le comté de Vestland.
La municipalité est située dans le district traditionnel de Sunnhordland. Elle comprend la partie nord de l'île de Stord et les centaines d'îles environnantes, principalement au nord-ouest de l'île principale. Le centre administratif de la municipalité est le village de Fitjar (en).